# ويليام وايلد
ويليام وايلد (بالإنجليزية: William Wilde)‏ (و. 1815 – 1876 م) هو جراح، وكاتب، وعالم إنسان، وطبيب عيون، وعالم آثار، ومؤرخ، وأستاذ جامعي، من المملكة المتحدة، ولد في مقاطعة روسكومون، توفي في جمهورية أيرلندا، عن عمر يناهز 61 عاماً.

## التعليم
تعلم في كلية الجراحين الملكية في إيرلندا.

## روابط خارجية
- ويليام وايلد على موقع الموسوعة البريطانية (الإنجليزية)